# Населення Маджипура
Населення Маджипура, величезної планети, на якій відбуваються події творів Маджипурського циклу Роберта Сілверберга, складають декілька відмінних видів розумних живих істот. Загальна кількість жителів планети на умовний «теперішній час» (події роману «Замок Лорда Валентина») становить близько 20 мільярдів осіб (втричі більше сучасного населення Землі).
Планету населяють десять біологічних видів розумних істот. Сім з них, включаючи людей — інопланетяни, які оселилися на планеті в далекому минулому; існує також три види розумних автохтонів. Майже всі розумні жителі планети (за виключенням вруонів і, можливо, хьйортів) — теплокровні двостатеві ссавці, як правило — приблизно гуманоїдного типу, однак в усьому іншому дуже різні: наприклад, деякі з них відкладають яйця. Будова мовного апарату і органів слуху, імовірно, у всіх розумних видів дуже схожа на людську, позаяк жодний з них не відчуває труднощів з оволодінням і спілкуванням єдиною маджипурською мовою, яка, як здається, походить від земної мови перших поселенців-людей.
Цілком можливо, що на Маджипурі також живуть, чи жили у минулому, ще якісь розумні істоти, тому що планета, незважаючи на багатотисячолітню історію, зостається погано дослідженою. Відомості про давню історію планети також дуже неповні і суперечливі; наприклад, на Алханроелі існують руїни стародавніх міст, про які навіть не з’ясовано, хто їх збудував: перші колоністи, п'юривари або, може бути, представники якоїсь іншої галактичної цивілізації, інформації про оселення яких на Маджипурі взагалі не збереглося.

## Біологічні види

### Аборигени
Існує три види автохтонних жителів Маджипура: п'юривари (чи метаморфи), лісові браття і морські дракони. П'юривари населяли всі континенти планети до прибуття до Маджипура людей близько 14000 років до умовного «зараз», однак не витримали конкуренції з боку більш численних та технологічно розвинутих прибульців. Лісові браття — дуже примітивне плем’я корінних жителі дощових лісів центрального Зімроеля, біологічно не споріднене з п'юриварами. Про розумність морських драконів — гігантських водяних ссавців, схожих на китів — решта жителів планети дізнається лише в останніх романах циклу; до тих пір морські дракони вважаються нерозумними тваринами, на яких полюють мисливці.

#### П'юривари
П'юривари (самоназва), метаморфи чи «ті, що міняють форму», до колонізації планети — пануючий розумний вид на Маджипурі, чия цивілізація сягає вглиб сторіч задовго до появи на планеті людей. У своєму природному стані це гуманоїди, довгоногі і стрункі за статурою, з блідо-зеленою шкірою, кутастим обличчям з гострими вилицями, дуже маленьким носом і розкосими очима без зіниць. Їх шкіра містить клітини, здатні міняти її колір та текстуру, а кістки «не з’єднані одна з одною», завдяки чому п'юривари можуть міняти свій зовнішній вигляд і форму в неймовірно широких межах і утримувати її протягом тривалого часу. Ця дивовижна здатність п'юриварів до мімікрії дозволяє їм створювати з себе зовнішньо майже ідентичні копії інших осіб, відрізнити яких від оригіналу навіть їхні добрі знайомі можуть лише по поведінці, звичкам, мові, чи в інший непрямий спосіб. Наприклад, в оповіданні «Художник та метаморф» з «Маджипурських хронік» розповідається про метаморфа, який набув вигляду молодої жінки і навіть мав інтимні стосунки з художником-самітником, який оселився в зімроельському лісі поблизу від резервації п'юриварів. Здатність приймати чужий вигляд обмежується тільки фізичними розмірами тіла; тому, наприклад, метаморф не може зімітувати вруона, позаяк вруони значно менші за людей і п'юриварів.
Представники інших розумних видів, що населяють Маджипур, ставляться до метаморфів з побоюванням і підозрою і здебільшого намагаються уникнути контактів з ними. Самі п'юривари також живуть осторонь від інших і рідко покидають свою резервацію, хоча це й не заборонено. Їх культура, вірування та традиції таємничі, а спосіб мислення і прагнення — незрозумілі для решти жителів Маджипура, які, втім, не дуже ними цікавляться.

#### Лісові браття
Лісові браття — плем'я корінних жителів дощових лісів центрального Зімроеля, окремий вид розумних істот, що еволюціонував на Маджипурі незалежно від п'юриварів. Зовнішнім видом нагадують земних дрібних мавп, але не покритих хутром. Вони мають чіпкий хвіст, яким користуються як п'ятою кінцівкою; як і мавпи, більшість життя вони проводять на деревах. Однак це безперечно розумні істоти, вони мають власну мову і релігійні вірування (поклоняються деревам двікка), користуються знаряддями праці і зброєю (зокрема, отруєними стрілами), хоча і знаходяться на дуже низькому рівні культурного розвитку. Лісові браття — мисливці та збирачі, яки живуть в дощових лісах споконвіку. Незважаючи на розумність лісових братів, п'юривари полюють на них як на тварин — їхнє м'ясо вважається п'юриварами делікатесом; окрім того, лісових братів приносять в жертву під час традиційних релігійних церемоній п'юриварів. Існували такі стосунки між двома корінними розумними расами планети споконвіку, або склалися тільки після переселення п'юриварів до резервації, остаточно невідомо, як і багато з того, що стосується історії планети до колонізації. Також нема згадок про існування популяцій лісових братів за межами Зімроеля.

#### Морські дракони
Морські дракони — гігантські водяні ссавці, про розумність яких стає відомо тільки під час подій роману «Валентин Понтифік»; протягом більшості маджипурської історії вони вважалися нерозумними морськими тваринами, на яких полювали з кораблів як на земних китів.
Морські дракони — ссавці, які відкладають яйця (на зразок земних качконосів), але розвиток яйця і вилуплення малят повністю відбувається всередині тіла; малята з’являються на світ живими і вигодовуються молоком. За свідоцтвами мисливців, дракони мають розмір до ста метрів завдовжки і, ймовірно, ростуть все життя, яке може тривати декілька сторіч. Драконами їх називають завдяки величезним плавцям чи ластам, схожім на крила, однак літати вони не можуть. Дракони всеїдні, однак віддають перевагу рослинній їжі — плаваючим саргассовим водоростям, які покривають великі ділянки зовнішнього океану. Свої величезні зуби та бивні морські дракони застосовують, ймовірно, тільки під час боїв з суперниками протягом періоду спаровування.
Все життя морських драконів проходить в безперервній міграції удовж сталого, незмінного протягом сторіч маршруту, який охоплює всю планету. Він проходить з заходу між Сувраелем і Зімроелем, потім повертає на північ і проходіть удовж східного узбережжя Зімроеля, обминаючи Острів Сну. Тут дракони знову повертають на південь, проходять між Алханроелем і Суваелем і покидають Внутрішнє Море, знову гублячись у Великому Океані. Щоб обігнути всю планету, морському дракону потрібно декілька десятиріч; однак, в океані існує декілька величезних стад драконів, які мігрують окремо удовж того ж самого маршруту, і тому дракони з’являються біля населених берегів щорічно. Найближче до берега маршрут міграції драконів підходить біля Піліплока на західному узбережжі Зімроеля; Піліплок — база величезного флоту мисливців на драконів і планетарний центр торгівлі м’ясом морських драконів та іншими виробами з них. Уряд планети встановлює квоти на здобич драконів для збереження їхньої популяції.
Практично кожна частина тіла дракона — м’ясо, шкіра, кістки, зуби, внутрішні органи — знаходила застосування в господарстві і промисловості. Наприклад, кістки великих драконів використовувались в будівництві, тому що були міцніше за сталь і доступніше за неї на бідному металами Маджипурі, а з їхніх яєць виготовляли медикаменти. Молоко морських драконів — потужний афродизіак — ціниться як рідкісний і надзвичайно коштовний делікатес.
Ще до колонізації Маджипура прибульцями з космосу морські дракони були священними тваринами п'юриварів, які називали їх «водяними королями». Одною з центральних і найболісніших подій в історії п'юриварів до колонізації було принесення в жертву двох водяних королів в сакральній столиці п'юриварів Велалізері. П'юривари вважають колонізацію Маджипура прибульцями з космосу покаранням богів за цей злочин.
В романі «Валентин Понтифік» з’ясовується, що морські дракони — надзвичайно потужні телепати, і п'юривари використовують їх як біологічні ретранслятори і підсилювачі телепатичних сигналів для ментального зв'язку зі своїми агентами по всьому Маджипуру. Наприкінці роману Валентин, колишній корональ, який став понтифіком, завдяки власним телепатичним здібностям і магічному артефакту — зубу дракона — входить у ментальний контакт з одним з водяних королів і дізнається про розумність цього біологічного виду. Цей дракон також розповідає Валентину про те, що водяні королі, принесені в жертву п'юриварами, зробили це відповідно до своєї волі і що дракони не вважають цю подію злочином чи оскверненням; дракони також не заперечують право маджипурців полювати на них, бо вважають це природним процесом, частиною життя і «однією з граней Сущого». Дракони вважають себе богами Маджипура, але ця концепція не набуває подальшого розвитку.

### Раси прибульців

#### Люди
Люди — найчисленніші жителі планети. Саме люди вперше прибули на Маджипур і заснували колонію 14000 років тому; інші розумні раси оселилися тут значно пізніше, близько 9000 років тому. Зараз люди живуть на усіх трьох континентах і в цілому домінують практично в усіх сферах суспільного і господарчого життя, хоча існують регіони і місцевості, де більшість населення складають інші види. Тільки люди займають посади верховних правителів планети, їм також належить більшість посад регіональних та місцевих правителів.
В умовах багатовидового маджипурського суспільства відмінності між людськими расами (в вузькому сенсі) втратили свою актуальність. На Маджипурі зустрічаються майже всі фенологічні типи та відтінки кольору шкіри, волосся і очей, що були відомі на Старій Землі, а також безліч перехідних і змішаних форм, однак ніякої соціальної ролі ці відмінності вже не відіграють.

#### Скандари
Скандари — великі кремезні волосаті істоти, ростом біля двох з половиною метрів, зовнішністю нагадують ведмедів. Вони мають чотири руки і відомі своєю фізичною силою, швидкою реакцією і координацією. Вони походять з якоїсь прохолодної планети і не дуже зручно почувають себе на тропічному Маджипурі, хоча ніколи на це не скаржаться. Їхнє волосся може мати різний колір, від голубуватого через різні відтінки сірого до чисто білого. 

#### Гейроги
Гейроги — раса розумних рептилоподібних гуманоїдів. Мають лускату шкіру і змієподібне волосся, яке повільно ворушиться і звивається як у горгони Медузи; роздвоєний язик постійно вистрибує з пащі, як у земних плазунів; рухи волосся і язика несвідомі і відображають емоційний стан власника. Запахи, які випускають гейроги, часто неприємні для людини, також відображають їхній емоційний і фізіологічний стан і є засобом невербального спілкування між ними. Незважаючи на зовнішню рептилоподібність біологічно гейроги — теплокровні ссавці; хоча вони й відкладають яйця, котрі потім розвиваються в спеціальних інкубаторах, після вилуплення діти вигодовуються молоком.
У гейрогів нема добового циклу сну; замість цього вони сплять раз на рік взимку протягом двох чи трьох місяців. Внаслідок несумісного з іншими расами порядку життя гейроги частіше за інших утворюють расово гомогенні поселення, хоча це й заборонено законами Маджипура.

#### Вруони
Вруони — раса дрібних (не вище метра ростом), схожих на восьминогів істот з довгими щупальцями і твердим дзьобом замість рота. Вруони — природні телепати і телекінетики; деякі з них розвивають природні здатності за допомогою спеціального тренування і стають практикуючими чаклунами.

#### Ліімени
Ліімени — невисокі невизначеного біологічного походження гуманоїди з плоскою головою, «схожою на молот», з трьома очима і з сьома костистими пальцями на кожній руці. Займаються переважно некваліфікованою ручною працею, наймитуванням на плантаціях чи дрібною вуличною торгівлею; іншими расами Маджипура вважаються тупуватими і обмеженими.

#### Хьйорти
Хьорти — жабоподібні істоти з пухкою конституцією тіла і банькатими очима. Свою горбкувату сіру шкіру вони часто прикрашають кольоровими плямами. Хьйорти відомі своїми здібностями до бухгалтерії та фінансів; завдяки чому вони диспропорційно широко представлені на нижніх рівнях державного бюрократичного апарату.

#### Су-сухириси
Су-сухириси — таємнича раса двоголових істот. Вони не такі численні, як інші раси, і тому в багатьох районах планети досі вважаються екзотикою. Су-сухириси мають ріст вище середнього, тендітну статуру і блідо-блакитну шкіру. Їхні імена завжди подвійні і записуються через дефіс — по одному імені для кожної голови.  

#### Інші
Незважаючи на порівняну ізольованість Маджипура від решти Галактики, міжзоряне сполучення ніколи остаточно не припинялося; на Алханроелі існує космопорт, і жителі інших планет іноді відвідують Маджипур. В романі «Замок лорда Валентина» згадується один з таких відвідувачів на ймення Кхун, який прибув із Кіанімота — порівняно недалекої від Маджипура зоряної системи. Кхун — гуманоїд з темно-синьою шкірою, великими пурпурними очима, широким тонкогубим ротом, довгими ногами і надзвичайно спритними руками; очевидно, він є типовим представником розумного населення своєї планети.
Втім, не існує ніяких згадок про істотну імміграцію з-за меж планети після того, як лорд Меліканд запросив до Маджипура представників шести чужинських рас десь 9000 років тому. Можливо, що зовнішні міграції суворо регулюються чи забороняються урядом, хоча прямих свідоцтв цього в романах циклу немає. Також жодного разу не згадується про еміграцію чи хоча б космічну подорож до інших планет когось з жителів Маджипура. Самі маджипурці, ймовірно, не мають космічного флоту, навіть міжпланетного, і не цікавляться космосом.

## Розподіл населення
Населення Маджипура розподіляється по поверхні суші нерівномірно; розподіл населення визначається як природними і кліматичними умовами, так і розвитком соціальної інфраструктури, віддаленістю від центрів влади і історією розселення колоністів по планеті.
З маджипурських континентів найбільш щільно заселений Алханроель, на якому знаходяться резиденції двох стовпів планетарної влади: короналя і понтифіка. Довкола Замкової Гори знаходиться найбільш урбанізована частина Маджипура. Замкова Гора — величезне геологічне утворення висотою близько 50 км, і її вершина знаходиться практично за межами атмосфери. Над Горою за допомогою кліматичних машин створена штучна атмосфера, на її вершині побудована резиденція короналя. Схили гігантської гори цяткують П’ятдесят Міст Гори, кожне з населенням більше десяти мільйонів осіб. Низовину довкола гори займає великий сільськогосподарський район, який постачає Міста Гори продовольством. Великі міські агломерації також існують в інших місцях центрального Алханроеля і на східному узбережжі, через порти якого підтримуються контакти з Зімроелем і Островом Сну. Модель чергування урбанізованих ділянок з сільськими постачальними регіонами — спільна риса усіх щільно населених областей Маджипура і особливо помітна на Алханроелі.
Зімроель заселявся пізніше за Алханроель, і щільність його населення значно нижча, а модель чергування міських та сільських ділянок виконується лише в деяких, найбільш щільно населених місцях, таких як ущелина Дюлорн. Хоча на Зімроелі також існує декілька гігантських мегаполісів з населенням понад десять мільйонів осіб, значні його території перебувають в первісному дикому стані. У внутрішніх районах Зімроеля посеред дощових джунглів знаходиться резервація п'юриварів П'юрифайн.
Південний континент Сувраель, більшу частину якого займає Пустеля Вкрадених Снів, практично ненаселений; великі міста існують лише на його північному узбережжі біля підніжжя гірського пасма, яке відокремлює пустелю від моря. За горами по краям пустелі існують смуги трав’янистих саван, здатних підтримувати інтенсивне пасовищне скотарство, але населення тут дуже незначне.

## Міжрасові стосунки
Розселення на Маджипурі шести інопланетних раз серед колоністів-людей відбувалося близько 9000 років тому, і, хоча справжня асиміляція між різними біологічними видами неможлива, маджипурське суспільство протягом тисячоліть набуло значної культурної та лінгвістичної гомогенності. Усі раси колоністів розмовляють єдиною маджипурською мовою, яка, ймовірно, походить від земної мови перших поселенців-людей. Усі колоністи поділяють спільну релігію — віру в безіменне Божество, усі поклоняються чотирьом Владам Маджипура — Понтифіку, Короналю, Леді Острова Сну і Королю Снів; представникам всіх семи пришлих рас властиве почуття неконтрольованого екстазу і збудження при виді короналя під час його Великої Процесії (безпосередній контакт з трьома іншими Владами Маджипура для пересічного жителя планети утруднений чи зовсім неможливий), усі маджипурці отримують послання від Леді Острова і Короля Снів. Хоча формально всі сім розумних рас планети рівні, посади чотирьох стовпів влади традиційно займають винятково люди. Втім, це майже ніколи не викликало обурення серед шести інших рас, бо концепція демократії і народовладдя на Маджипурі, як здається, невідома, а самоврядування дуже обмежене (докладніше див. Політичний устрій Маджипура).
Незважаючи на культурну гомогенність, стосунки між біологічними видами не завжди безхмарні. Різниці в біологічній будові тіла, зовнішньому вигляді, життєвому розпорядку і поведінці занадто значні, щоб їх можна було повністю ігнорувати, і побутова ксенофобія завжди існувала в різних, хоча переважно легких формах.
Закони Маджипура забороняють утворення етнічно гомогенних поселень і вимагають всюди дотримуватися певного різноманіття. Це, однак, не завжди можливо. Наприклад, гейрогам, які не сплять вночі, важко жити серед істот, що на третину доби припиняють життєдіяльність; з іншого боку, представникам інших рас не дуже зручно жити серед гейрогів, які випадають з нормального обігу подій протягом  двох чи трьох місяців на рік, впадаючи в сплячку. Тому концентрація гейрогів в їхніх містах, таких як, наприклад, Дюлорн, значно вища за передбачені законом норми.

## Мова
Усі раси колоністів розмовляють єдиною маджипурською мовою, яка, ймовірно, походить від земної мови перших поселенців-людей. Діалектні відмінності між місцевими варіантами мови існують, але діалекти залишаються взаємно зрозумілими. Імовірно, існує якийсь стандарт літературної мови, але якими способами він підтримується, не зовсім ясно, позаяк в книгах циклу майже не розповідається про систему загальної освіти, згадок про планетарні чи хоча б регіональні засоби масової інформації також немає. Цілком можливо, що єдність маджипурської мови підтримується завдяки впливу на розум маджипурців з боку Леді Острова Сну.
У книгах циклу існує декілька згадок «етнічних» мов, зокрема, скандарської і вруонської, але очевидно, що їх поширення обмежується винятково відповідними расовими общинами, і вони використовуються тільки в повсякденному спілкуванні; не існує свідоцтв того, що їх, наприклад, викладають у школах чи спеціально вивчають як іноземну мову, також немає згадок про існування літератури цими мовами. Загалом маджипурське суспільство, імовірно, можна вважати практично одномовним. Коли в романі «Гори Маджипура» в ізольованих гірських долинах Приграниччя Кінтора знаходять племена людей, які тисячоліттями жили без контактів з зовнішнім світом і розмовляють незрозумілою мовою, концепції багатомовності чи вивчення чужої мови виявляються цілковито новими і незвичними для головних персонажів книги.
Лісові браття і п'юривари мають власні мови, хоча усі п'юривари, з якими контактують персонажі книг циклу, володіють маджипурською дуже добре. Про мову чи взагалі спосіб спілкування проміж себе морських драконів невідомо майже нічого, але можна припустити, що вони, імовірно, спілкуються один з одним за допомогою телепатії.